# 第三地区
第三地区（英语：Administrative Zone 3）是埃塞俄比亚阿法尔州的五个地区之一，南接奥罗米亚州，西南为阿姆哈拉州，西连第五地区，北邻第一地区，东为索马里州。